# گروس سیهورن
گروس سیهورن (به لاتین: Gross Seehorn) یک کوه در سوئیس است که در Klosters واقع شده‌است. گروس سیهورن ۳٬۱۲۲ متر بالاتر از سطح دریا واقع شده‌است.